# Integrated Digital Enhanced Network
Integrated Digital Enhanced Network of iDEN is een mobiele communicatietechniek, ontwikkeld door Motorola en Nextel. iDEN integreert een mobiele telefoon, tweeweg mobiele radio (push-to-talk), semafoon en datacommunicatie in één netwerk. iDEN maakt gebruik van 25-kilohertzkanalen in frequentiebanden in de 800 megahertz (MHz), 900 megahertz en 1,5 gigahertz (GHz) en gebruikt M16-QAM-modulatie. iDEN is grotendeels gebaseerd op GSM- en TDMA-technologie. Het systeem is in 1994 in gebruik genomen.
Bij de oudere iDEN-telefoons werd abonneedata opgeslagen in de telefoon, maar de moderne telefoons maken gebruik van een simkaart.

## Landen
iDEN systemen worden gebruikt in een verschillende landen in Noord- en Zuid-Amerika, het Midden-Oosten en Zuidoost-Azië, waaronder Argentinië, Brazilië, Canada, Colombia, Japan, Mexico, Peru, Verenigde Staten en Zuid-Korea.